# Artillery
Pour les articles homonymes, voir Artillerie.
Artillery est un groupe de thrash metal danois, originaire de Taastrup. Le groupe a participé au développement du genre. Après la parution de trois albums et de tournées intenses dans les années 1980 et au début des années 1990, Artillery se sépare en 1991, mais décide de se former à nouveau sept ans plus tard, pour se séparer encore une fois en 2000. Cependant, ils se forment à nouveau en 2007.

## Biographie

### Débuts (1982–1991)
Le groupe se forme en 1982 à Taastrup, un quartier de Copenhague. Le premier line-up se constitue des guitaristes Jørgen Sandau et Michael Stützer, du bassiste Morten Stützer, du batteur Carsten Nielsen et du chanteur Carsten Lohmann. Le groupe enregistre les démos intitulées Shellshock et Deeds of Darkness en 1984. La première parution commerciale d'Artillery date de 1985 avec l'inclusion de leur chanson Hey Woman dans le premier volet de la série des compilations Speed Metal Hell distribuée au label New Renaissance Records. Plus tard cette même année, Carsten Lohmann quitte le groupe et voit remplacer par Flemming Rönsdorf. 
Par la suite, Artillery enregistre une troisième démo, Fear of Tomorrow, pendant leur contrat avec le label Neat Records, et fait paraître son premier album, également intitulé Fear of Tomorrow en 1985. Les sessions d'enregistrement pour cet album se déroulent entre mai et juillet 1985. En 1986, Carsten Nielsen est contacté par Quorthon du groupe Bathory lui demandant de devenir batteur pour Bathory. Nielsen refuse cette proposition pensant qu'Artillery deviendrait plus populaire que Bathory. Leur second album, Terror Squad, est commercialisé en 1987. Le guitariste Jørgen Sandau Putza quitte le groupe en 1989. Le bassiste Morten Stützer prend sa place, et le groupe engage Peter Thorslund à la basse. Leur troisième album, By Inheritance, est commercialisé en 1990 en formats LP et CD, chez Roadrunner Records. Artillery se sépare en 1991, et certains des membres se lancent dans leurs propres projets musicaux pendant les années 1990.

### B.A.C.K(1998–2000)
À la suite de la parution de leur compilation, Deadly Relics en 1998 au label Mighty Music, avec un mix de leurs vieilles démos et deux chansons provenant de leur cassette audio promotionnelle en 1989, le groupe se forme de nouveau pour enregistrer leur quatrième album, B.A.C.K, commercialisé en 1999 au label Die Hard Music. Puis, en 2000, Artillery décide à nouveau de se séparer. 

### Retour (depuis 2007)

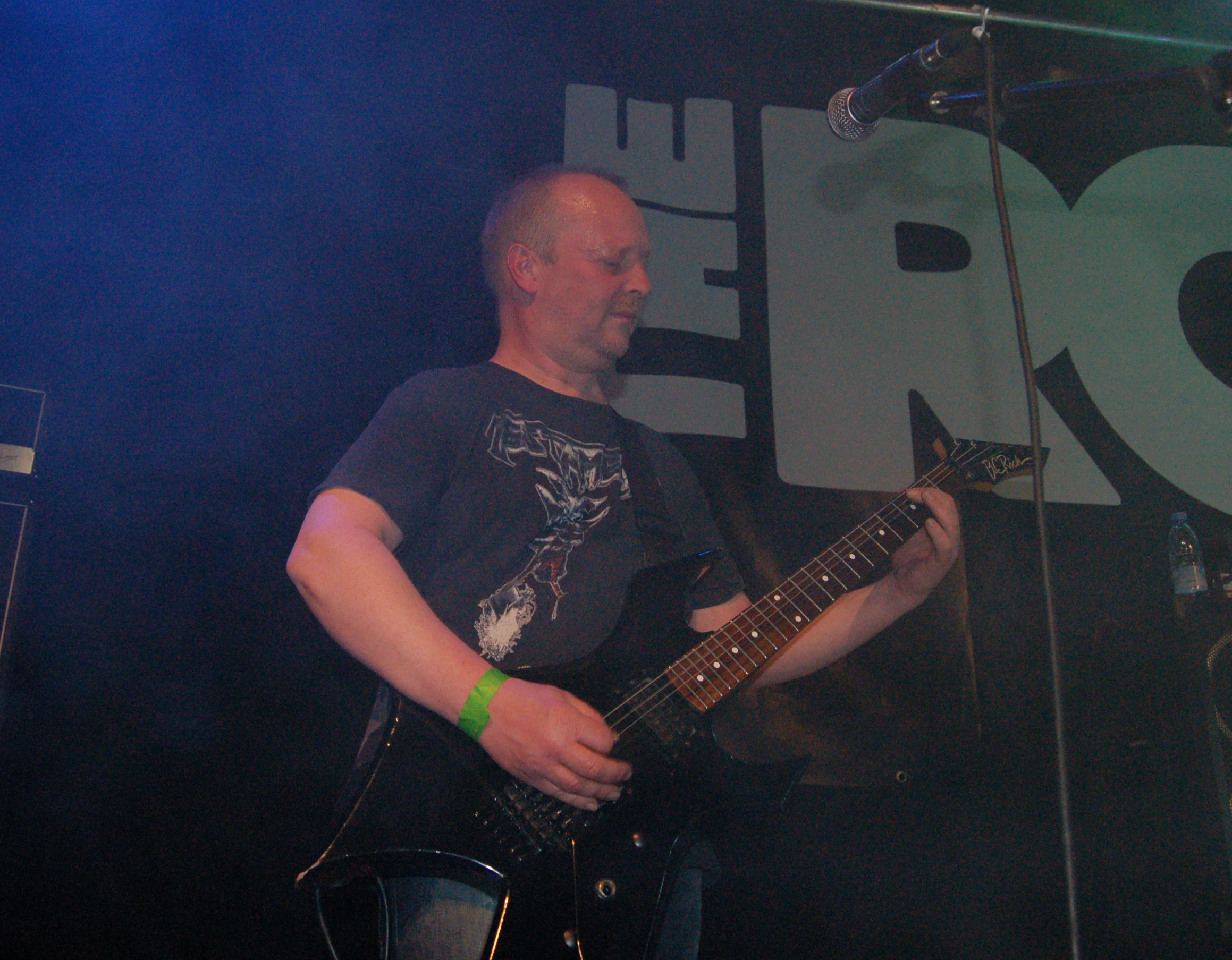
Michael Stützer, guitariste du groupe, au Rock in Copenhagen, en 2008.

En 2007, le groupe fait paraître un coffret de quatre albums en édition limitée intitulé Through the Years. Le 6 novembre 2007, Michael Stützer confirme la reprise du groupe de son activité. Cependant, le chanteur d'Artillery, Flemming Rönsdorfn n'y participe pas. Le 27 novembre, le groupe confirme Søren Adamsen comme nouveau chanteur. Ce line-up enregistre deux albums - When Death Comes en 2009, et My Blood en 2011.
Le 12 avril 2012, le batteur Carsten Nielsen annonce son départ du groupe pour une tournée nord-américaine/sud-américaine en mai. Le 26 septembre, Søren Adamsen quitte le groupe et est remplacé par Michael Bastholm Dahl. Le line-up travaille désormais sur un nouvel album intitulé Legions, dont les sessions d'enregistrements ont débuté en février 2013, et qui est prévu être distribué par Metal Blade Records. Le 7 octobre 2013, Metal Blade fait paraître le premier vidéoclip du titre Legions.
En 2016, le groupe publie un nouvel album intitulé Penalty by Perception.

## Membres

### Membres actuels
- Michael Bastholm Dahl – chant (depuis 2012)
- Michael Stützer – guitare (1982-1991, 1998-2000, depuis 2007)
- Morten Stützer (†) – guitare (1988-1991, 1998-2000, depuis 2007), basse (1982-1988, 1998-2000)
- Peter Thorslund – basse (1988-1991, depuis 2007)
- Josua Madsen (†) – batterie (depuis 2012)

### Anciens membres
- Flemming Rönsdorf – chant (1984-1991, 1998-2000)
- Per Onink – chant (1982-1983)
- Carsten Lohman – chant (1983-1984)
- Søren Nico Adamsen – chant (2007-2012)
- Jørgen Sandau – guitare rythmique (1982-1988)
- Per M. Jensen – batterie (1998-2000)
- Carsten Nielsen – batterie (1982-1991, 2007-2012)

## Discographie

### Albums studio
- 1985 : Fear of Tomorrow
- 1987 : Terror Squad
- 1990 : By Inheritance
- 1999 : B.A.C.K
- 2009 : When Death Comes
- 2011 : My Blood
- 2013 : Legions
- 2016 : Penalty by Perception

### Démos
- 1983 : We Are the Dead
- 1984 : Shellshock
- 1984 : Deeds of Darkness
- 1985 : Fear of Tomorrow
- 1989 : 1989 Demo
- 1990 : Terror Squad + Fear of Tomorrow (les deux premiers albums sur un CD)
- 1991 : Mind Factory

### Autres
- 1990 : Don't Believe/Khomaniac (single)
- 1998 : Deadly Relics (compilation)
- 1999 : Jester (single)